# Canal du Lek
 (novembre 2021).
Si vous disposez d'ouvrages ou d'articles de référence ou si vous connaissez des sites web de qualité traitant du thème abordé ici, merci de compléter l'article en donnant les références utiles à sa vérifiabilité et en les liant à la section « Notes et références ».
Le Canal du Lek (en néerlandais, Lekkanaal) est un canal néerlandais dans la province d'Utrecht.
Le Canal du Lek relie le Canal d'Amsterdam au Rhin au Lek. Il est situé à l'est de Nieuwegein et du Canal de la Merwede. A un kilomètre au nord du branchement au Lek  est situé le complexe d'écluses de la Princesse Béatrix. Le canal et les écluses ont été officiellement inaugurés en 1938.
Deux ponts enjambent le Canal du Lek.